# Hazel Green (hrabstwo Grant)
Hazel Green – wieś w Stanach Zjednoczonych, w stanie Wisconsin, w hrabstwie Grant.